# Jeff Hawkins
Jeff Hawkins (1 de junio de 1957, Long Island, Nueva York) es un ingeniero informático estadounidense, inventor del Palm Pilot y del teléfono inteligente Treo, fundador de las empresas Palm y Handspring. Además ha trabajado en el campo de la neurociencia y es presidente del Instituto de Neurociencia de Redwood, fundado por él en 2002. Junto con Donna Dubinsky y Dileep George ha fundado la empresa Numenta, con el objetivo de desarrollar un nuevo tipo de memoria basada en el funcionamiento del cerebro humano.

## Marco de memoria-predicción
Según Hawkins expresa en su libro Sobre la inteligencia, el cerebro funciona sobre la base de la memorización y el reconocimiento de patrones, de forma que la tarea que realiza el cerebro (o al menos la parte del cerebro denominada córtex) es la predicción, es lo que el autor llama «marco de memoria-predicción (memory-prediction framework). Según el autor, «el papel de cualquier región del córtex es averiguar qué relación hay entre sus entradas (inputs), memorizarla y usar esa memoria para predecir cómo se comportarán las entradas (inputs) en el futuro».
Según el autor, los algoritmos empleados por el cerebro son lo suficientemente generales como para que se pueda reconocer, imaginar, crear y aprender: «Cada paso desde la información cruda hasta la idea abstracta se basa en el mismo algoritmo. Es la única computación que sabe hacer el córtex, pero es tan versátil que puede explicar todas las increíbles propiedades de la mente».
Hawkins cree que su teoría podría convertirse en la norma unificadora. Afirma que tuvo una revelación a mediados de la década de los 80 mientras caminaba hacia la puerta de su oficina en su casa de Mountain View, California. En ese preciso momento, se preguntó: ¿Qué pasaría si la puerta cambiara? ¿Por qué me daría cuenta? Y se contestó: Me daría cuenta del cambio porque mi cerebro ya predecía qué aspecto tendría la puerta. «Los cerebros no son como las computadoras, a las cuales uno introduce símbolos y luego sale de ellas algo diferente», dice Hawkins. «En lo que al cerebro se refiere, todo son patrones de información».
La teoría de Hawkins de una memoria que completa patrones es una variante de la memoria autoasociativa, es decir, la creencia de que la memoria se impulsa a sí misma.

## Desarrollo de la teoría
El córtex es un delgada lámina como una servilleta para la cena, y es tan gruesa como seis tarjetas de visita apiladas una encima de la otra, es decir, de apenas 6 mm de grosor. Esta lámina delgada es muy importante porque fue definida años atrás como el lugar donde se localiza la inteligencia. En este lugar también se localiza el lenguaje, la orientación, la música, el arte y todo lo que identifica a los humanos. Aquí es donde se cree que residen todas las cosas que son propias de un alto nivel de razonamiento. La clave para entender la inteligencia es el entendimiento del córtex.
Así que, si se quieren construir máquinas inteligentes, no se debe basar su construcción en el viejo cerebro. Su construcción debería basarse en la parte racional de la experiencia humana. Afortunadamente, el córtex es una estructura extremadamente uniforme.
Nuestro cerebro trabaja sobre un principio completamente diferente al de los ordenadores. Esto no significa que un cerebro no pueda ser emulado en un ordenador, pero primero se debe entender de forma precisa qué es lo que el cerebro está haciendo. Los defectos de la inteligencia artificial vienen de la idea de que se tienen varias entradas y luego obtienes una serie de salidas. Es decir, alimentas el sistema con información y los resultados o salidas determinan el acierto del sistema. Los trabajos en inteligencia artificial no tienen un concepto de lo que es pensamiento o percepción o lo que significan para entender algo. La mayor diferencia conceptual entre ordenadores y cerebros es la habilidad de predecir. Los cerebros tienen sus entradas y sus salidas: son los mecanismos internos de predicción. Es, básicamente, decir: «Hey, antes de actuar, antes de hacer cualquier cosa, necesito comprobar. ¿Entiendo realmente lo que voy a hacer?». El éxito no está en si produces el comportamiento adecuado; el éxito está en si realmente se computa (con el futuro en mente) lo que va a pasar después.
Hay algunas cosas que todavía no se entienden, pero para la mayor parte esta teoría desarrollada cumple a la perfección. Su finalización no está a muchos años en el futuro. Jeff Hawkins piensa que a partir del 2011 se empezará a comercializar productos con base en estas ideas. El estudio del funcionamiento del cerebro es importante porque representa el futuro de los ordenadores.
El software Numenta que Hawkins desarrolla no tiene nada que ver con el campo de la inteligencia artificial, aunque su propósito sea el mismo. Lo que Hawkins tiene en mente es más elegante. IA hace uso de la fuerza bruta de un ordenador para hacer parecer inteligente al ordenador a través de su comportamiento. Esta idea viene por la idea preconcebida por Alan Turing, que implantó su test de Turing para saber, mediante el comportamiento, si una máquina es inteligente o no. Cuando la máquina de IBM Deep Blue venció a Gary Kasparov hace ya una década no fue porque fuera más inteligente que él sino porque era simplemente más rápida. Incluso hoy en día los ordenadores no tienen intuición. Tienen problemas con el reconocimiento del lenguaje y no son buenos tratando información ambigua. Los humanos no tienen esos problemas. Nosotros somos inteligentes y esas máquinas no.
El software de Numenta tiene una aproximación totalmente diferente. Los ordenadores con este software no están programados como los ordenadores habituales. El software de Numenta hace que estas máquinas aprendan de la observación, tal y como haría un bebé o un niño cuando observa el mundo que lo rodea.
Numenta está desarrollando un nuevo sistema de memoria de ordenador que dicen puede recordar patrones del mundo que se le han presentado por sus sentidos y usar estos patrones, tal como hacen los humanos, para hacer analogías y luego señalar conclusiones. Si este trabajo funciona, se podría anticipar unas oportunidades de negocio impresionantes. La variedad de aplicaciones podría ir de lo mundano, ayudando a los cuerpos de seguridad en los aeropuertos con el escáner o interpretando imágenes o radiografías hasta la predicción de tornados, predicción de la bolsa, mejorar la eficiencia de factores en una fábrica o en un proceso, desarrollo de leyes físicas, etc. Jeff Hawkins dice que tiene que funcionar porque es así como el cerebro lo hace. 
Jeff Hawkins ve el neocórtex como un sistema de memoria que constantemente se adapta y reorganiza sus conexiones para crear un modelo. «Cada vez que se tiene una nueva experiencia, cada momento de tu vida es como un patrón o experiencia anterior más una predicción de lo que pasará después». Es decir, según Jeff el presente o la consciencia de este es la suma del pasado o una experiencia pasada más una predicción del futuro. Las diferentes regiones del neocórtex hacen prácticamente lo mismo, según Hawkins. Estas regiones almacenan patrones espaciales y temporales que pueden representar cosas como el lenguaje, la música y la visión. Desde el punto de vista de Hawkins todos los sentidos del ser humano funcionan de la misma forma: la información llega del mundo exterior en forma de patrones o neuronas mandando señales, estas señales mandadas por las neuronas sensoras son almacenadas en forma de [engrama]s de otras neuronas y cada parte de nueva información es apareada con una ya previa secuencia de patrones. En otras palabras: hay un algoritmo general que reconoce e interpreta todo este conjunto de patrones del cerebro.
Muchos neurocientíficos piensan que la idea de Hawkins es una gran sobresimplificación. Hawkins también admite que no ha hecho todavía ninguna investigación neurocientífica. La teoría suena un poco escasa en detalles específicos y tampoco existen evidencias experimentales.
Hawkins estuvo atascado sobre la idea de cómo convertir su idea en algo que un ordenador pudiera entender hasta que conoció a George Dileep en 2003. En esa época, George era solamente un estudiante graduado de Standford. George era también un ingeniero eléctrico que había vuelto a la universidad para aprender sobre el cerebro. Después de que varios estudiantes neurocientíficos no lo tomaran en serio por sugerir que sería posible construir un modelo del neocórtex, George se sintió atraído por las ideas de Hawkins. George hizo algo que incluso sorprendió a Hawkins: tomó las ideas de Hawkins e informalmente las convirtió en algoritmos.
Los algoritmos eran informales y sucios al principio. Incluso la mayoría de los neurocientíficos del instituto de Hawkins criticaron a George por ser demasiado simplista. Pero Hawkins vio un espíritu afín. «Esto es genial; George está tomando mis ideas seriamente» dijo Hawkins. George continuó refinando las matemáticas y el software fue cada vez mejor. Más tarde, prepararon un problema de reconocimiento visual típico e introdujeron imágenes en el sistema.
Mientras que un simple niño puede identificar y dibujar un gato o un perro la primera vez que lo ven, los ordenadores por el contrario encuentran esta simple tarea casi imposible. George hizo un par de dibujos con líneas. Dibujó un perro, un gato, una oveja y un helicóptero. Cargó el algoritmo y entrenó el ordenador mediante la animación digital de los dibujos. Cuando el ordenador fue entrenado pudo reconocer los objetos. George, entonces, empezó a introducir variaciones en los dibujos que la máquina nunca había visto.
Lentamente la máquina empezó a situar las imágenes en las categorías correctas e incluso a estimar la probabilidad de acierto o seguridad con que lo hacía. Muchas máquinas encontrarían este problema como irresoluble.
Numenta fue fundada muy pronto tras esta prueba o demostración ante inversores. La compañía está desarrollando lo que Hawkins denomina un «sistema de memoria temporal jerárquica». El software corre en ordenadores Linux, pero con el tiempo podría ser implementada en Hardware FPGA. El sistema mimetiza la estructura del neocórtex. El software HTM (Hierarchical Temporal Memory) de Numenta tiene que aprender de los datos del mismo modo que nosotros lo hacemos siendo niños, explica Subutai Ahmad, vicepresidente de Numenta.

## Publicaciones
- A thousand brains, a new theory of intelligence, Jeff Hawkings, Ed. Basic Books, 2022.
- Sobre la inteligencia, Jeff Hawkings y Sandra Blakeslee, Ed. Espasa, 2005.
- Numenta - Conceptos HTM (en inglés).